# Horní Počaply (przystanek kolejowy)
Horní Počaply – przystanek kolejowy w miejscowości Horní Počaply, w kraju środkowoczeskim, w Czechach. Położony jest na ważnej magistrali kolejowej Praga – Děčín Znajduje się na wysokości 160 m n.p.m. Na południe od przystanku znajduje się Elektrownia Mielnik.
Jest zarządzany przez Správę železnic. Na przystanku nie ma możliwości zakupu biletów, a obsługa podróżnych odbywa się w pociągu. 

## Linie kolejowe
- 090 Kralupy nad Vltavou - Ústí nad Labem - Děčín